# 자연 존재비
자연 존재비(自然存在比)는 한 원소에 대해 각각의 동위 원소가 자연계에서 차지하고 있는 비율을 말한다.
예를 들면 질량수가 12인 탄소(12C)의 자연 존재비는 98.9 %, 질량수가 13인 탄소(13C)의 자연 존재비는 1.1 %이다.
각각의 동위 원소에 대해 자연 존재비와 원자량의 곱을 합한 것이 평균 원자량이다.

## 같이 보기
- 붕괴 생성물
- 동위 원소
- 태양전입자
- 방사성 동위 원소